# Cilunculus tubicinis
Cilunculus tubicinis là một loài nhện biển trong họ Ammotheidae. Loài này thuộc chi Cilunculus. Cilunculus tubicinis được miêu tả khoa học năm 1982 bởi Child.